# 20 30 40
Pour plus de détails, voir Fiche technique et Distribution.
20 30 40 est un film taïwanais réalisé par Sylvia Chang en 2004.

## Synopsis
Trois histoires de femmes. Xiao Jie, qui a 20 ans, vient de quitter sa famille car elle espère devenir une chanteuse rock adulée. Xiang Xiang, qui a 30 ans, est hôtesse de l'air. Elle veut en finir avec sa vie de séductrice aux rencontres éphémères pour essayer de trouver enfin le prince charmant. Lilly, qui a 40 ans, est fleuriste et vient de divorcer. Elle voudrait bien retrouver un nouveau mari plus prévenant et tendre.
L'idée du film vient d'un album musical de la réalisatrice intitulé 20:30:40 qu'elle enregistre avec Rene Liu et Angelica Lee.

## Distribution
- Sylvia Chang : Lily
- Rene Liu :  Xiang Xiang
- Angelica Lee : Xiao Jie
- Kate Yeung : Tong Yi
- Tony Leung Ka-fai : Shi-Jie 'Jerry' Zhang
- Anthony Wong Chau-sang : Shi Ge
- Richie Ren : Wang, le professeur de tennis
- Bolin Chen : un musicien de rock
- Chang Hung-Liang

## Récompenses et sélections
- Sélection officielle au festival international du film de Berlin 2004.